# Como 1907 2023-2024
Questa voce raccoglie le informazioni riguardanti il Como 1907 nelle competizioni ufficiali della stagione 2023-2024.

## Stagione
Nella stagione 2023-2024 il Como disputa il campionato di Serie B, con 73 punti ottiene il secondo posto e sale in Serie A dopo oltre vent'anni. Nel girone di andata i lariani raccolgono 35 punti, nel girone di ritorno fanno meglio di tutti con un bottino di 38 punti, promossi diretti dietro al Parma, ma senza dover passare dai Play-off. Nella Coppa Italia Como subito fuori eliminato dal Lecce, i salentini si sono imposti (1-0). Miglior marcatore stagionale il comasco Patrick Cutrone che ha firmato 14 reti.

## Divise e sponsor
Lo sponsor tecnico per la stagione 2023-2024 è Erreà. La maglia del Como presenta come main sponsor Mola, mentre il back sponsor è Acqua San Bernardo. Quest'anno sono riproposte le divise della scorsa stagione, risultate tra le più apprezzate anche all'estero. La prima maglia è disegnata dallo stilista indonesiano Didit Hediprasetyo è di colore azzurro. La maglia è un omaggio al lago di Como, nella parte frontale e sulle maniche viene riprodotto un dipinto realizzato dalla pittrice iraniana Golnaz Jebelli che unisce le sfumature dell’acqua e le linee del marmo. Le maniche ed il colletto sono bianchi.
| Casa | Trasferta | Terza divisa |

## Organigramma societario
Area direttiva
- Amministratore delegato: Francesco Terrazzani
- Direttore generale e sportivo: Carlalberto Ludi

Area organizzativa
- Segretario Generale: Emanuela Lubian
- Resp. amministrazione, finanza e controllo: Fabio Lori
- Segretario settore giovanile: Filippo Jaccarino

Area comunicazione
- Responsabile Comunicazione: Alessandro Camagni
- Supporter Liaison Officer: Cosimo De Luca

Area marketing
- Direttore Commerciale e Marketing: Veronica Oldani
- Direttore Como TV: Goffredo d’Onofrio

Area tecnica
- Direttore sportivo: Carlalberto Ludi
- Collaboratore Area Tecnica: Davide Facchin
- Responsabile Area Scouting: Christian Bruccoleri
- Team Manager: Giuseppe Calandra
- Allenatore: Moreno Longo fino alla 13ª giornata, poi ad interim Francesc Fàbregas Soler fino alla 18ª, poi ad interim Marco Cassetti alla 19ª, poi Osian Roberts
- Allenatore in seconda: Dario Migliaccio fino alla 13ª giornata, poi ad interim Daniel Guindos Lopez fino alla 18ª, poi Francesc Fàbregas Soler
- Responsabile tecnico dell'Area Sviluppo giocatori: Marc Stephen John Bircham fino alla 13ª giornata
- Preparatore atletico: Andrea Castellani e Andrea Bernasconi
- Preparatore dei portieri: Enrico Malatesta

Area sanitaria
- Medico sociale: Alberto Giughello
- Fisioterapista/Massaggiatore: Simone Gallo
- Massofisioterapista e osteopata: Alessandro Pozzoli

kj== Rosa ==
Rosa aggiornata al 1º febbraio 2024.
| N. |                        | Ruolo | Calciatore                          |
| -- | ---------------------- | ----- | ----------------------------------- |
| 1  | Croazia (bandiera)     | P     | Adrian Šemper                       |
| 12 | Italia (bandiera)      | P     | Pierre Bolchini                     |
| 22 | Italia (bandiera)      | P     | Mauro Vigorito                      |
| 31 | Italia (bandiera)      | P     | Matteo Piombino                     |
| 2  | Italia (bandiera)      | D     | Edoardo Goldaniga                   |
| 3  | Italia (bandiera)      | D     | Marco Sala                          |
| 4  | Italia (bandiera)      | D     | Matteo Solini                       |
| 5  | Italia (bandiera)      | D     | Marco Curto                         |
| 6  | Italia (bandiera)      | D     | Alessio Iovine                      |
| 15 | Brasile (bandiera)     | D     | Fellipe Jack Ozilio Moreira Pacheco |
| 23 | Italia (bandiera)      | D     | Filippo Scaglia                     |
| 26 | Paesi Bassi (bandiera) | D     | Cas Ruben Odenthal                  |
| 34 | Italia (bandiera)      | D     | Diego Ronco                         |
| 44 | Cipro (bandiera)       | D     | Nikolas Iōannou                     |
| 80 | Italia (bandiera)      | D     | Luca Vignali                        |
| 84 | Italia (bandiera)      | D     | Tommaso Cassandro                   |
| 93 | Italia (bandiera)      | D     | Federico Barba                      |
| 7  | Marocco (bandiera)     | C     | Moutir Chajia                       |
| 8  | Italia (bandiera)      | C     | Daniele Baselli                     |
| 11 | Algeria (bandiera)     | C     | Najemedine Razi                     |
| 11 | Spagna (bandiera)      | C     | Alejandro Blanco Sánchez            |

| N. |                           | Ruolo | Calciatore                       |
| -- | ------------------------- | ----- | -------------------------------- |
| 14 | Italia (bandiera)         | C     | Alessandro Bellemo (capitano)    |
| 18 | Italia (bandiera)         | C     | Giuseppe Andrea Mazzaglia        |
| 20 | Irlanda (bandiera)        | C     | Liam Thomas Kerrigan             |
| 21 | Italia (bandiera)         | C     | Tommaso Arrigoni                 |
| 21 | Brasile (bandiera)        | C     | Gabriel Tadeu Strefezza Rebelato |
| 27 | Austria (bandiera)        | C     | Matthias Braunöder               |
| 28 | Danimarca (bandiera)      | C     | Oliver Abildgaard Nielsen        |
| 32 | Italia (bandiera)         | C     | Fabio Rispoli                    |
| 33 | Francia (bandiera)        | C     | Lucas Da Cunha                   |
| 70 | Svizzera (bandiera)       | C     | Samuel Leo Beat Ballet           |
| 71 | Italia (bandiera)         | C     | Pancrazio Paolo Faragò           |
| 90 | Italia (bandiera)         | C     | Simone Verdi                     |
| 94 | Costa d'Avorio (bandiera) | C     | Benjamin Lhassine Kone           |
| 9  | Italia (bandiera)         | A     | Alessandro Gabrielloni           |
| 10 | Italia (bandiera)         | A     | Patrick Cutrone                  |
| 17 | Italia (bandiera)         | A     | Federico Chinetti                |
| 23 | Stati Uniti (bandiera)    | A     | Nicholas Selson Gioacchini       |
| 77 | Camerun (bandiera)        | A     | Jean-Pierre Junior Nsame         |
| 99 | Austria (bandiera)        | A     | Suliman-Marlon Mustapha          |
| 99 | Italia (bandiera)         | A     | Tommaso Fumagalli                |

## Calciomercato

### Sessione estiva(dal 01/07 al 01/09)
| Acquisti         | Acquisti                            | Acquisti         | Acquisti   |
| R.               | Nome                                | da               | Modalità   |
| ---------------- | ----------------------------------- | ---------------- | ---------- |
| P                | Adrian Šemper                       | Genoa            | definitivo |
| D                | Marco Curto                         | Südtirol         | prestito   |
| D                | Marco Sala                          | Sassuolo         | definitivo |
| C                | Oliver Abildgaard Nielsen           | Rubin Kazan      | prestito   |
| D                | Tommaso Cassandro                   | Lecce            | definitivo |
| C                | Federico Barba                      | Pisa             | definitivo |
| A                | Suliman-Marlon Mustapha             | Mainz            | definitivo |
| A                | Simone Verdi                        | Torino           | definitivo |
| Altre operazioni |                                     |                  |            |
| R.               | Nome                                | da               | Modalità   |
| A                | Nicholas Selson Gioacchini          | Saint Louis City | definitivo |
| A                | Gabriel Tadeu Strefezza Rebelato    | Lecce            | prestito   |
| A                | Tommaso Fumagalli                   | Giana Erminio    | definitivo |
| D                | Edoardo Goldaniga                   | Cagliari         | definitivo |
| A                | Jean-Pierre Junior Nsame            | Young Boys       | definitivo |
| C                | Matthias Braunöder                  | Austria Vienna   | prestito   |
| C                | Samuel Leo Beat Ballet              | Winterthur       | definitivo |
| C                | Najemedine Razi                     | Shamrock Rovers  | prestito   |
| D                | Fellipe Jack Ozilio Moreira Pacheco | Palmeiras        | prestito   |

| Cessioni         | Cessioni                  | Cessioni           | Cessioni      |
| R.               | Nome                      | a                  | Modalità      |
| ---------------- | ------------------------- | ------------------ | ------------- |
| C                | Francesc Fàbregas Soler   |                    | fine carriera |
| C                | Massimiliano Gatto        |                    | fine carriera |
| P                | Amigo Alfred Junior Gomis | Rennes             | fine prestito |
| A                | Leonardo Mancuso          | Palermo            | fine prestito |
| D                | Luis Thomas Binks         | Coventry City      | fine prestito |
| Altre operazioni |                           |                    |               |
| R.               | Nome                      | a                  | Modalità      |
| D                | Filippo Scaglia           | Südtirol           | definitivo    |
| D                | Luca Vignali              | Spezia             | prestito      |
| C                | Tommaso Arrigoni          | Südtirol           | prestito      |
| A                | Alberto Cerri             | Empoli             | prestito      |
| C                | Pancrazio Paolo Faragò    |                    | fine carriera |
| C                | Alejandro Blanco Sánchez  | Reggiana           | definitivo    |
| A                | Suliman-Marlon Mustapha   | Fortuna Düsseldorf | prestito      |
| A                | Liam Thomas Kerrigan      | Novara             | prestito      |

## Risultati

### Serie B

#### Girone di andata
| Arbitro: | Pezzuto (Lecce) |

|                                 |           |  |
| Pierini 19’, 32’ Pohjanpalo 54’ | Marcatori |  |

| Arbitro: | La Penna (Roma) |

|                      |           |                               |
| Iōannou 4’ Cerri 47’ | Marcatori | 54’ Pettinari 90’ (rig.) Vido |

| Como 28 novembre 2023, ore 18:30 CEST 3ª giornata | Como             | 0 – 0 referto | Lecco | Stadio Giuseppe Sinigaglia (5 847 spett.)\| Arbitro: \| Rapuano (Rimini) \| |
| Arbitro:                                          | Rapuano (Rimini) |               |       |                                                                             |

| Arbitro: | Perenzoni (Rovereto) |

|  |           |           |
|  | Marcatori | 24’ Barba |

| Arbitro: | Collu (Cagliari) |

|                   |           |              |
| Odenthal 83’, 95’ | Marcatori | 74’ Raimondo |

| Arbitro: | Di Bello (Brindisi) |

|  |           |                             |
|  | Marcatori | 2’ Iōannou 32’, 50’ Cutrone |

| Arbitro: | Ferrieri Caputi (Livorno) |

|             |           |  |
| Iōannou 54’ | Marcatori |  |

| Arbitro: | Camplone (Pescara) |

|          |           |             |
| Diaw 64’ | Marcatori | 66’ Bellemo |

| Arbitro: | Perenzoni (Rovereto) |

|             |           |                                  |
| Cutrone 52’ | Marcatori | 16’ (rig.), 64’ Coda 32’ Okereke |

| Arbitro: | Zufferli (Udine) |

|                        |           |           |
| Man 8’ Charpentier 74’ | Marcatori | 92’ Barba |

| Arbitro: | Di Marco (Ciampino) |

|                 |           |  |
| Verdi 7’ (rig.) | Marcatori |  |

| Arbitro: | Marcenaro (Genova) |

|            |           |             |
| Valoti 46’ | Marcatori | 12’ Cutrone |

| Arbitro: | Pezzuto (Lecce) |

|  |           |            |
|  | Marcatori | 4’ Cutrone |

| Arbitro: | Cosso (Reggio Calabria) |

|                             |           |               |
| Da Cunha 3’ Gabrielloni 93’ | Marcatori | 52’ Compagnon |

| Arbitro: | Di Marco (Ciampino) |

|  |           |                |
|  | Marcatori | 73’ Abildgaard |

| Arbitro: | Camplone (Pescara) |

|                                  |           |          |
| Verdi 42’ (rig.) Gabrielloni 87’ | Marcatori | 56’ Zaro |

| Arbitro: | Doveri (Roma) |

|                          |           |  |
| Borrelli 60’ Moncini 72’ | Marcatori |  |

| Arbitro: | Pairetto (Nichelino) |

|                                              |           |                                       |
| Cutrone 46’ Gabrielloni 58’ Verdi 92’ (rig.) | Marcatori | 17’ Di Francesco 63’ Segre 82’ Graves |

| Arbitro: | Di Marco (Ciampino) |

|            |           |                       |
| Tutino 23’ | Marcatori | 39’ Cutrone 50’ Verdi |

#### Girone di ritorno
| Arbitro: | Baroni (Firenze) |

|                                               |           |  |
| Da Cunha 27’, 63’ Cutrone 37’ Gabrielloni 59’ | Marcatori |  |

| Arbitro: | Pezzuto (Lecce) |

|                     |           |                             |
| Gondo 15’ Girma 67’ | Marcatori | 37’ Gabrielloni 45’ Cutrone |

| Arbitro: | Collu (Cagliari) |

|  |           |                                       |
|  | Marcatori | 82’ Pedro Mendes 89’ (aut.) Cassandro |

| Arbitro: | Volpi (Arezzo) |

|  |           |               |
|  | Marcatori | 40’ Strefezza |

| Arbitro: | Rutella (Enna) |

|              |           |  |
| Strefezza 7’ | Marcatori |  |

| Arbitro: | Aureliano (Bologna) |

|                                            |           |  |
| Brunori 35’ Ranocchia 64’ Di Francesco 83’ | Marcatori |  |

| Arbitro: | Chiffi (Padova) |

|           |           |               |
| Verdi 24’ | Marcatori | 3’ Benedyczak |

| Arbitro: | Feliciani (Teramo) |

|  |           |                                         |
|  | Marcatori | 3’ Goldaniga 21’ Bellemo 92’ Abildgaard |

| Arbitro: | Zufferli (Udine) |

|                       |           |                |
| Verdi 38’ Cutrone 90’ | Marcatori | 40’ Pohjanpalo |

| Arbitro: | Camplone (Pescara) |

|                                 |           |              |
| Coda 45’ (rig.) Zanimacchia 88’ | Marcatori | 67’ Da Cunha |

| Arbitro: | Ferrieri Caputi (Livorno) |

|                                        |           |              |
| Gabrielloni 2’ Bellemo 10’ Cutrone 79’ | Marcatori | 49’ Barbieri |

| Arbitro: | Piccinini (Forlì) |

|                              |           |  |
| Da Cunha 26’ Gabrielloni 48’ | Marcatori |  |

| Arbitro: | Di Bello (Brindisi) |

|                |           |                              |
| Vandeputte 19’ | Marcatori | 62’ Gabrielloni 67’ Da Cunha |

| Arbitro: | Rutella (Enna ) |

|                              |           |            |
| Gabrielloni 38’ Da Cunha 60’ | Marcatori | 90’ Pușcaș |

| Arbitro: | Prontera (Bologna) |

|                               |           |                                                        |
| Felici 16’ Zennaro 46’ (p.t.) | Marcatori | 21’, 39’ Cutrone 31’ Barba 64’ Strefezza 86’ Braunöder |

| Arbitro: | Camplone (Pescara) |

|            |           |             |
| Borini 66’ | Marcatori | 82’ Cutrone |

| Arbitro: | Cosso (Reggio Calabria) |

|                         |           |                |
| Verdi 73’ Goldaniga 95’ | Marcatori | 71’ Pittarello |

| Modena 5 maggio 2024, ore 15:00 CEST 37ª giornata | Modena           | 0 – 0 referto | Como | Stadio Alberto Braglia (9 579 spett.)\| Arbitro: \| Zufferli (Udine) \| |
| Arbitro:                                          | Zufferli (Udine) |               |      |                                                                         |

| Arbitro: | Manganiello (Pinerolo) |

|                  |           |            |
| Verdi 74’ (rig.) | Marcatori | 30’ Tutino |

### Coppa Italia
| Arbitro: | Rutella (Enna) |

|              |           |  |
| Almqvist 27’ | Marcatori |  |

## Statistiche

### Statistiche di squadra
| Competizione | Punti | In casa | In casa | In casa | In casa | In casa | In casa | In trasferta | In trasferta | In trasferta | In trasferta | In trasferta | In trasferta | Totale | Totale | Totale | Totale | Totale | Totale | DR |
| Competizione | Punti | G       | V       | N       | P       | Gf      | Gs      | G            | V            | N            | P            | Gf           | Gs           | G      | V      | N      | P      | Gf     | Gs     | DR |
| ------------ | ----- | ------- | ------- | ------- | ------- | ------- | ------- | ------------ | ------------ | ------------ | ------------ | ------------ | ------------ | ------ | ------ | ------ | ------ | ------ | ------ | -- |
| Serie B      | 73    | 19      | 12      | 5       | 2       | 32      | 19      | 19           | 9            | 5            | 5            | 26           | 21           | 38     | 21     | 10     | 7      | 58     | 40     | 18 |
| Coppa Italia | -     | 0       | 0       | 0       | 0       | 0       | 0       | 1            | 0            | 0            | 1            | 0            | 1            | 1      | 0      | 0      | 1      | 0      | 1      | -1 |
| Totale       | -     | 19      | 12      | 5       | 2       | 32      | 19      | 20           | 9            | 5            | 6            | 26           | 22           | 39     | 21     | 10     | 8      | 58     | 41     | 17 |

### Andamento in campionato
| Giornata  | 1  | 2  | 3 | 4  | 5 | 6 | 7 | 8 | 9 | 10 | 11 | 12 | 13 | 14 | 15 | 16 | 17 | 18 | 19 | 20 | 21 | 22 | 23 | 24 | 25 | 26 | 27 | 28 | 29 | 30 | 31 | 32 | 33 | 34 | 35 | 36 | 37 | 38 |
| --------- | -- | -- | - | -- | - | - | - | - | - | -- | -- | -- | -- | -- | -- | -- | -- | -- | -- | -- | -- | -- | -- | -- | -- | -- | -- | -- | -- | -- | -- | -- | -- | -- | -- | -- | -- | -- |
| Luogo     | T  | C  | C | T  | C | T | C | T | C | T  | C  | T  | T  | C  | T  | C  | T  | C  | T  | C  | T  | C  | T  | C  | T  | C  | T  | C  | T  | C  | C  | T  | C  | T  | T  | C  | T  | C  |
| Risultato | P  | N  | N | V  | V | V | V | N | P | P  | V  | N  | V  | V  | V  | V  | P  | N  | V  | V  | N  | P  | V  | V  | P  | N  | V  | V  | P  | V  | V  | V  | V  | V  | N  | V  | N  | N  |
| Posizione | 19 | 11 | 4 | 11 | 8 | 5 | 3 | 5 | 5 | 6  | 6  | 7  | 6  | 4  | 3  | 3  | 3  | 5  | 3  | 2  | 2  | 4  | 3  | 3  | 4  | 5  | 4  | 3  | 4  | 4  | 2  | 2  | 2  | 2  | 2  | 2  | 2  | 2  |

Legenda:

Luogo: C = Casa; T = Trasferta. Risultato: V = Vittoria; N = Pareggio; P = Sconfitta.